# Christian Embrich
Christian Embrich, född 1664, död under 1700-talets första hälft, var en tysk konterfejare. 
Han var son till amiralitetsbarberaren och kungliga kirurgen Valentin Embrich och Susanna Lovisa de Merle. Han var verksam som konstnär i Stockholm i slutet av 1600-talet.